# Władisław Radimow
Władisław Nikołajewicz Radimow (cyr. Владислав Николаевич Радимов; ur. 26 listopada 1975 w Leningradzie) – piłkarz rosyjski grający na pozycji prawego pomocnika.

## Kariera klubowa
Radimow pochodzi z Leningradu. Początkowo trenował szermierkę, ale w wieku 9 lat trafił do piłkarskiej szkółki o nazwie Smena. Jednak kluby z rodzinnego miasta Władisława nie przejawiały zainteresowania jego talentem i w 1992 roku zaliczył zaledwie jeden mecz w barwach Smeny-Saturn Petersburg w rozgrywkach Drugiej Dywizji (odpowiednik III ligi). Jeszcze w tym samym roku wyjechał do Moskwy i został piłkarzem CSKA Moskwa. Początkowo grał w rezerwach tego klubu, ale 30 lipca zadebiutował w Premier Lidze, w wyjazdowym spotkaniu z Oceanem Nachodka, gdy większość graczy CSKA nie poleciała na ten mecz. Zawodnikiem wyjściowej jedenastki CSKA Radimow stał się w 1994 roku i dotarł ze swoim zespołem do finału Pucharu Rosji, a najwyższym miejscem w lidze było 6. w roku 1995. W CSKA występował także w pierwszej połowie 1996 roku.
Latem 1996 Radimow wyjechał do Hiszpanii i przeszedł do tamtejszego Realu Saragossa. W Primera División zadebiutował 8 września 1996 w wygranym 2:1 wyjazdowym meczu z Sevillą. W Realu był podstawowym zawodnikiem, ale zespół zajmował wówczas miejsca w środku tabeli, a w 1999 roku został na rok wypożyczony do Dynama Moskwa, z którym zajął 5. miejsce w Premier Lidze. Następnie wrócił do Saragossy i zajął z nią wysoką 4. pozycję w lidze.
Latem 2000 Radimow dość niespodziewanie trafił do Lewskiego Sofia (mistrzostwo Bułgarii), gdzie rozegrał tylko 3 mecze i zdobył 1 gola, a na początku 2001 roku powrócił do Rosji i został piłkarzem Krylii Sowietow Samara, której niedługo potem stał się kapitanem. Zajął z nią wówczas 5. miejsce w lidze, a rok później powtórzył to osiągnięcie i tym samym wzbudził zainteresowanie czołowych rosyjskich klubów.
W 2003 roku Władisław podpisał kontrakt z Zenitem Petersburg i niedługo potem wybrano go kapitanem zespołu. Zenit na koniec sezonu został wicemistrzem Rosji, a także wygrał Puchar Ligi. W 2004 roku zespół wystąpił w fazie grupowej Pucharu UEFA, a w lidze zajął 4. miejsce. W 2005 roku zajął 6. miejsce, a w 2006 roku wspomógł klub w walce o 4. miejsce w lidze, a także dotarł z nim do ćwierćfinału Pucharu UEFA.
29 sierpnia 2008 roku wystąpił w zwycięskim meczu o Superpuchar Europy rozegranym w Monaco, gdzie jego drużyna Zenit pokonał Manchester United 2:1. Wszedł on na boisko w 71 minucie zastępując Ivicę Kriżanaca. W 2008 roku zakończył karierę.
| Sezon   | Klub                    | Kraj      | Rozgrywki        | Mecze | Bramki |
| ------- | ----------------------- | --------- | ---------------- | ----- | ------ |
| 1992    | Smena-Saturn Petersburg | Rosja     | Wtoroj diwizion  | 1     | 0      |
| 1992    | CSKA Moskwa             | Rosja     | Priemjer-Liga    | 1     | 0      |
| 1993    | CSKA Moskwa             | Rosja     | Priemjer-Liga    | 3     | 1      |
| 1994    | CSKA Moskwa             | Rosja     | Priemjer-Liga    | 27    | 4      |
| 1995    | CSKA Moskwa             | Rosja     | Priemjer-Liga    | 27    | 5      |
| 1996    | CSKA Moskwa             | Rosja     | Priemjer-Liga    | 12    | 4      |
| 1996/97 | Real Saragossa          | Hiszpania | Primera División | 25    | 2      |
| 1997/98 | Real Saragossa          | Hiszpania | Primera División | 24    | 2      |
| 1998/99 | Real Saragossa          | Hiszpania | Primera División | 4     | 0      |
| 1999    | Dinamo Moskwa           | Rosja     | Priemjer-Liga    | 22    | 2      |
| 1999/00 | Real Saragossa          | Hiszpania | Primera División | 10    | 1      |
| 2000/01 | Lewski Sofia            | Bułgaria  | Grupa A          | 3     | 1      |
| 2001    | Krylia Sowietow Samara  | Rosja     | Priemjer-Liga    | 13    | 1      |
| 2002    | Krylia Sowietow Samara  | Rosja     | Priemjer-Liga    | 29    | 2      |
| 2003    | Zenit Petersburg        | Rosja     | Priemjer-Liga    | 21    | 3      |
| 2004    | Zenit Petersburg        | Rosja     | Priemjer-Liga    | 19    | 3      |
| 2005    | Zenit Petersburg        | Rosja     | Priemjer-Liga    | 24    | 2      |
| 2006    | Zenit Petersburg        | Rosja     | Priemjer-Liga    | 27    | 0      |
| 2007    | Zenit Petersburg        | Rosja     | Priemjer-Liga    | 17    | 1      |
| 2008    | Zenit Petersburg        | Rosja     | Priemjer-Liga    | 3     | 0      |

## Kariera reprezentacyjna
W reprezentacji Rosji Radimow zadebiutował 17 sierpnia 1994 roku w wygranym 3:0 towarzyskim spotkaniu z Austrią. W 1996 roku znalazł się w kadrze na Euro 96, ale nie rozegrał tam ani razu, a Rosja nie wyszła z grupy.
W 2004 roku Radimow zaliczył swój drugi turniej o mistrzostwo Europy, tym razem było to Euro 2004 w Portugalii. Tam wystąpił we dwóch meczach grupowych: przegranym 0:1 z Hiszpanią oraz wygranym 2:1 z Grecją, w obu dostając po żółtej kartce.

## Życie prywatne
Radimow jest mężem popularnej rosyjskiej piosenkarki, Tatjany Bułanowej.